# پوپوافتسه
پوپوافتسه (به لهستانی:  Popławce) یک روستا در لهستان است که در گمینا کوژنگتسا واقع شده‌است.